# Elezioni comunali in Toscana del 2017
Le elezioni comunali in Toscana del 2017 si tennero l'11 giugno, con ballottaggio il 25 giugno.

## Riepilogo sindaci eletti
Coalizione di centro-sinistra
     Coalizione di centro-destra
     Movimento 5 Stelle
     Liste civiche
     Commissario prefettizio
| Provincia     | Comune   | Popolazione legale (censimento 2011) | Sindaco uscente | Sindaco uscente             | Sindaco eletto | Sindaco eletto              | Primo turno | Primo turno | Secondo turno | Secondo turno | Seggi   |
| Provincia     | Comune   | Popolazione legale (censimento 2011) | Sindaco uscente | Sindaco uscente             | Sindaco eletto | Sindaco eletto              | Voti        | %           | Voti          | %             | Seggi   |
| ------------- | -------- | ------------------------------------ | --------------- | --------------------------- | -------------- | --------------------------- | ----------- | ----------- | ------------- | ------------- | ------- |
| Firenze       | Reggello | 16.076                               |                 | Cristiano Benucci (PD)      |                | Cristiano Benucci (PD)      | 4.001       | 53,83       | —             | —             | 10 / 16 |
| Lucca         | Camaiore | 32.083                               |                 | Alessandro Del Dotto (PD)   |                | Alessandro Del Dotto (PD)   | 8.262       | 50,36       | —             | —             | 15 / 24 |
| Lucca         | Lucca    | 87.200                               |                 | Alessandro Tambellini (PD)  |                | Alessandro Tambellini (PD)  | 13.922      | 37,49       | 17.453        | 50,52         | 20 / 32 |
| Massa-Carrara | Carrara  | 64.689                               |                 | Angelo Andrea Zubbani (PSI) |                | Francesco De Pasquale (M5S) | 8.277       | 27,27       | 17.079        | 65,57         | 15 / 24 |
| Pistoia       | Pistoia  | 89.101                               |                 | Samuele Bertinelli (PD)     |                | Alessandro Tomasi (FdI)     | 10.435      | 26,68       | 19.049        | 54,28         | 20 / 32 |
| Pistoia       | Quarrata | 25.378                               |                 | Marco Mazzanti (PD)         |                | Marco Mazzanti (PD)         | 6.172       | 55,97       | —             | —             | 10 / 16 |

## Arezzo
Monte San Savino
| Candidati | Candidati                               | Voti  | %      | Liste                  | Seggi |
| --------- | --------------------------------------- | ----- | ------ | ---------------------- | ----- |
|           | Margherita Gilda Scarpellini ✔️ Sindaco | 1.638 | 33,63  | Per Monte San Savino   | 8     |
|           | Gianni Bennati                          | 1.468 | 33,63  | 52048 Orizzonti Comuni | 2     |
|           | Marcella Luzzi                          | 1.259 | 28,84  | Rinascimonte           | 2     |
| Totale    | Totale                                  | 4.365 | 100,00 |                        | 12    |

Montemignaio
| Candidati | Candidati                     | Voti | %      | Liste                     | Seggi |
| --------- | ----------------------------- | ---- | ------ | ------------------------- | ----- |
|           | Roberto Perchitini ✔️ Sindaco | 280  | 85,11  | Per Montemignaio          | 7     |
|           | Federico Dini                 | 49   | 14,89  | Progetto per Montemignaio | 3     |
| Totale    | Totale                        | 329  | 100,00 |                           | 10    |

## Firenze

### Reggello
| Candidati                              | Candidati                    | Voti  | %     | Liste                                                   | Voti  | %     | Seggi |
| -------------------------------------- | ---------------------------- | ----- | ----- | ------------------------------------------------------- | ----- | ----- | ----- |
|                                        | Cristiano Benucci ✔️ Sindaco | 4.001 | 53,83 | Partito Democratico                                     | 3.322 | 46,44 | 9     |
| Impegno Civico Riformista per Reggello | Cristiano Benucci ✔️ Sindaco | 4.001 | 53,83 | 557                                                     | 7,79  | 1     |       |
|                                        | Elisa Tozzi                  | 1.025 | 13,79 | Reggello Domani                                         | 991   | 13,85 | 2     |
|                                        | Jo Bartolozzi                | 956   | 12,86 | Reggello Viva                                           | 870   | 12,16 | 2     |
|                                        | Roberto Grandis              | 618   | 8,31  | Movimento 5 Stelle                                      | 609   | 8,51  | 1     |
|                                        | Pasquale Calogero            | 552   | 7,43  | Per Reggello (Forza Italia-Lega Nord-Fratelli d'Italia) | 544   | 7,60  | 1     |
|                                        | Michelino Fabrizio           | 281   | 2,78  | Sinistra Unita Reggello                                 | 261   | 3,65  | -     |
| Totale                                 | Totale                       | 7.433 | 100   |                                                         | 7.154 | 100   | 16    |

Rignano sull'Arno
| Candidati | Candidati                    | Voti  | %      | Liste                                    | Seggi |
| --------- | ---------------------------- | ----- | ------ | ---------------------------------------- | ----- |
|           | Daniele Lorenzini ✔️ Sindaco | 1.879 | 48,96  | Insieme per Rignano                      | 8     |
|           | Eva Uccella                  | 1.136 | 29,60  | Partito Democratico                      | 3     |
|           | Samuele Staderini            | 457   | 11,91  | Laboratorio Politico                     | 1     |
|           | Mario Cinque                 | 366   | 9,54   | Forza Italia-Lega Nord-Fratelli d'Italia | -     |
| Totale    | Totale                       | 3.838 | 100,00 |                                          | 12    |

## Grosseto
Campagnatico
| Candidati | Candidati                | Voti  | %      | Liste             | Seggi |
| --------- | ------------------------ | ----- | ------ | ----------------- | ----- |
|           | Luca Grisanti ✔️ Sindaco | 757   | 56,75  | Viva Campagnatico | 7     |
|           | Fulvia Perillo           | 577   | 43,25  | Obiettivo Comune  | 3     |
| Totale    | Totale                   | 1.334 | 100,00 |                   | 10    |

Manciano
| Candidati | Candidati               | Voti  | %      | Liste                | Seggi |
| --------- | ----------------------- | ----- | ------ | -------------------- | ----- |
|           | Mirco Morini ✔️ Sindaco | 2.367 | 62,19  | Manciano Idea Comune | 8     |
|           | Giulio Detti            | 1.439 | 37,81  | Tradizione e Futuro  | 4     |
| Totale    | Totale                  | 3.806 | 100,00 |                      | 12    |

Pitigliano
| Candidati | Candidati                   | Voti  | %      | Liste              | Seggi |
| --------- | --------------------------- | ----- | ------ | ------------------ | ----- |
|           | Giovanni Gentili ✔️ Sindaco | 1.188 | 50,90  | Pitigliano InVita  | 8     |
|           | Lorenzo Olivotto            | 749   | 32,09  | Movimento 5 Stelle | 3     |
|           | Giovanni Gherardini         | 397   | 17,01  | Progetto Comune    | 1     |
| Totale    | Totale                      | 2.334 | 100,00 |                    | 12    |

## Livorno
Campo nell'Elba
| Candidati | Candidati                  | Voti  | %      | Liste                  | Seggi |
| --------- | -------------------------- | ----- | ------ | ---------------------- | ----- |
|           | Davide Montauti ✔️ Sindaco | 985   | 37,38  | Insieme per Migliorare | 8     |
|           | Lorenzo Lambardi           | 857   | 32,52  | Idea Comune            | 2     |
|           | Giancarlo Galli            | 793   | 30,09  | Scelta da Campo        | 2     |
| Totale    | Totale                     | 2.635 | 100,00 |                        | 12    |

Marciana Marina
| Candidati | Candidati                   | Voti  | %      | Liste                | Seggi |
| --------- | --------------------------- | ----- | ------ | -------------------- | ----- |
|           | Gabriella Allori ✔️ Sindaco | 759   | 58,29  | Per Crescere Insieme | 7     |
|           | Andrea Ciumei               | 543   | 41,71  | Per Marciana Marina  | 3     |
| Totale    | Totale                      | 1.302 | 100,00 |                      | 10    |

Porto Azzurro
| Candidati | Candidati                  | Voti  | %      | Liste              | Seggi |
| --------- | -------------------------- | ----- | ------ | ------------------ | ----- |
|           | Maurizio Papi ✔️ Sindaco   | 1.296 | 62,79  | La Vela            | 8     |
|           | Daniele Alessandro Pinotti | 768   | 37,21  | Insieme per Domani | 4     |
| Totale    | Totale                     | 2.064 | 100,00 |                    | 12    |

Sassetta
| Candidati | Candidati                      | Voti | %      | Liste                | Seggi |
| --------- | ------------------------------ | ---- | ------ | -------------------- | ----- |
|           | Alessandro Scalzini ✔️ Sindaco | 203  | 83,88  | Sassetta Democratica | 7     |
|           | Nicola Leonardi                | 34   | 14,05  | Sassetta Domani      | 3     |
|           | Andrea Asciuti                 | 5    | 2,07   | Il Popolo della Vita | -     |
|           | Elio Colella                   | 0    | 0,00   | Colella Sindaco      | -     |
| Totale    | Totale                         | 242  | 100,00 |                      | 10    |

## Lucca
Bagni di Lucca
| Candidati | Candidati                  | Voti  | %      | Liste                                    | Seggi |
| --------- | -------------------------- | ----- | ------ | ---------------------------------------- | ----- |
|           | Paolo Michelini ✔️ Sindaco | 1.184 | 37,33  | Uniti per Cambiare                       | 8     |
|           | Massimo Adriano Betti      | 1.000 | 31,53  | Progetto Rinascimento                    | 2     |
|           | Claudio Gemignani          | 936   | 29,51  | Lega Nord-Forza Italia-Fratelli d'Italia | 2     |
|           | Quinto Bernardi            | 52    | 1,64   | Costituente Democratica Liberale         | -     |
| Totale    | Totale                     | 3.172 | 100,00 |                                          | 12    |

### Camaiore
| Candidati                                                                   | Candidati                       | Voti                        | %     | Liste               | Voti   | %     | Seggi |
| --------------------------------------------------------------------------- | ------------------------------- | --------------------------- | ----- | ------------------- | ------ | ----- | ----- |
|                                                                             | Alessandro Del Dotto ✔️ Sindaco | 8.262                       | 50,36 | Partito Democratico | 5.211  | 34,74 | 12    |
| Camaiore nel Cuore                                                          | Alessandro Del Dotto ✔️ Sindaco | 8.262                       | 50,36 | 1.127               | 7,51   | 2     |       |
| Sinistra Unita-Progetto Comune                                              | Alessandro Del Dotto ✔️ Sindaco | 8.262                       | 50,36 | 762                 | 5,08   | 1     |       |
| Spazio Civile                                                               | Alessandro Del Dotto ✔️ Sindaco | 8.262                       | 50,36 | 295                 | 1,97   | -     |       |
| Insieme per Camaiore (Partito Socialista Italiano-Camaiore e i Suoi Borghi) | Alessandro Del Dotto ✔️ Sindaco | 8.262                       | 50,36 | 214                 | 1,43   | -     |       |
|                                                                             | Giampaolo Bertola               | 5.846                       | 35,63 | Forza Italia        | 2.014  | 13,43 | 3     |
| Il Futuro nelle Radici                                                      | Giampaolo Bertola               | 5.846                       | 35,63 | 1.730               | 11,53  | 2     |       |
| Lega Nord                                                                   | Giampaolo Bertola               | 5.846                       | 35,63 | 763                 | 5,09   | 1     |       |
| Fratelli d'Italia                                                           | Giampaolo Bertola               | 5.846                       | 35,63 | 446                 | 2,97   | -     |       |
| Insieme per Crescere                                                        | Giampaolo Bertola               | 5.846                       | 35,63 | 221                 | 1,47   | -     |       |
| Seggio al candidato sindaco                                                 | Seggio al candidato sindaco     | Seggio al candidato sindaco | 35,63 | 1                   |        |       |       |
|                                                                             | Marco Daddio                    | 1.141                       | 6,95  | Passione & Idee     | 1.077  | 7,18  | 1     |
|                                                                             | Francesco Ceragioli             | 973                         | 5,93  | Movimento 5 Stelle  | 976    | 6,51  | 1     |
|                                                                             | Ilaria Duccini                  | 185                         | 1,13  | Camaiore è Tua      | 163    | 1,09  | -     |
| Totale                                                                      | Totale                          | 16.407                      | 100   |                     | 14.999 | 100   | 24    |

Forte dei Marmi
| Candidati | Candidati              | Voti  | %      | Liste                                    | Seggi |
| --------- | ---------------------- | ----- | ------ | ---------------------------------------- | ----- |
|           | Bruno Murzi ✔️ Sindaco | 1.933 | 44,08  | Noi del Forte                            | 8     |
|           | Michele Molino         | 1.863 | 42,49  | Molino Sindaco                           | 3     |
|           | Giampaolo Bramanti     | 479   | 10,92  | Forza Italia-Lega Nord-Fratelli d'Italia | -     |
|           | Maria Teresa Baldini   | 110   | 2,51   | Fuxia People                             | -     |
| Totale    | Totale                 | 4.385 | 100,00 |                                          | 12    |

### Lucca
| Candidati                   | Candidati                                    | Voti                        | %     | Liste                 | Voti   | %     | Seggi |
| --------------------------- | -------------------------------------------- | --------------------------- | ----- | --------------------- | ------ | ----- | ----- |
|                             | Alessandro Tambellini Accede al ballottaggio | 13.922                      | 37,49 | Partito Democratico   | 7.318  | 21,13 | 12    |
| Lucca Civica                | Alessandro Tambellini Accede al ballottaggio | 13.922                      | 37,49 | 3.014                 | 8,70   | 5     |       |
| Sinistra con Tambellini     | Alessandro Tambellini Accede al ballottaggio | 13.922                      | 37,49 | 2.014                 | 5,82   | 3     |       |
| Generazione Lucca           | Alessandro Tambellini Accede al ballottaggio | 13.922                      | 37,49 | 404                   | 1,17   | -     |       |
| Lucca per l'Ambiente        | Alessandro Tambellini Accede al ballottaggio | 13.922                      | 37,49 | 353                   | 1,02   | -     |       |
|                             | Remo Santini Accede al ballottaggio          | 12.984                      | 34,96 | Siamo Lucca           | 3.448  | 9,96  | 3     |
| Forza Italia                | Remo Santini Accede al ballottaggio          | 12.984                      | 34,96 | 3.399                 | 9,82   | 2     |       |
| Lega Nord                   | Remo Santini Accede al ballottaggio          | 12.984                      | 34,96 | 2.000                 | 5,78   | 1     |       |
| Lucca in Movimento          | Remo Santini Accede al ballottaggio          | 12.984                      | 34,96 | 1.717                 | 4,96   | 1     |       |
| Fratelli d'Italia           | Remo Santini Accede al ballottaggio          | 12.984                      | 34,96 | 1.669                 | 4,82   | 1     |       |
| Seggio al candidato sindaco | Seggio al candidato sindaco                  | Seggio al candidato sindaco | 34,96 | 1                     |        |       |       |
|                             | Fabio Barsanti                               | 2.912                       | 7,84  | CasaPound             | 1.707  | 4,93  | -     |
| Alleanza per Lucca          | Fabio Barsanti                               | 2.912                       | 7,84  | 844                   | 2,44   | -     |       |
| Seggio al candidato sindaco | Seggio al candidato sindaco                  | Seggio al candidato sindaco | 7,84  | 1                     |        |       |       |
|                             | Massimiliano Bindocci                        | 2.803                       | 7,55  | Movimento 5 Stelle    | 2.541  | 7,34  | 1     |
|                             | Donatella Buonriposi                         | 1.912                       | 5,15  | Lei Lucca             | 1.429  | 4,13  | -     |
| Rinascimento Sia            | Donatella Buonriposi                         | 1.912                       | 5,15  | 413                   | 1,19   | -     |       |
| Seggio al candidato sindaco | Seggio al candidato sindaco                  | Seggio al candidato sindaco | 5,15  | 1                     |        |       |       |
|                             | Matteo Garzella                              | 1.496                       | 4,03  | Lucca, Avanti Tutta!  | 1.029  | 2,97  | -     |
| Liberamente Lucca           | Matteo Garzella                              | 1.496                       | 4,03  | 250                   | 0,72   | -     |       |
|                             | Marina Manfrotto                             | 873                         | 2,35  | Lucca Città in Comune | 859    | 2,48  | -     |
|                             | Ilaria Quilici                               | 236                         | 0,64  | Lega Toscana          | 222    | 0,64  | -     |
| Totale                      | Totale                                       | 37.138                      | 100   |                       | 34.630 | 100   | 32    |

Ballottaggio
| Candidati | Candidati                        | Voti   | %     |
| --------- | -------------------------------- | ------ | ----- |
|           | Alessandro Tambellini ✔️ Sindaco | 17.453 | 50,52 |
|           | Remo Santini                     | 17.092 | 49,48 |
| Totale    | Totale                           | 34.545 |       |

Porcari
| Candidati | Candidati                      | Voti  | %      | Liste                   | Seggi |
| --------- | ------------------------------ | ----- | ------ | ----------------------- | ----- |
|           | Leonardo Fornaciari ✔️ Sindaco | 2.255 | 53,6   | Viviamo Porcari         | 8     |
|           | Riccardo Giannoni              | 1.952 | 46,4   | La Porcari Che Vogliamo | 4     |
| Totale    | Totale                         | 4.207 | 100,00 |                         | 12    |

## Massa-Carrara

### Aulla
| Candidati | Candidati                    | Voti  | %      | Liste             | Seggi |
| --------- | ---------------------------- | ----- | ------ | ----------------- | ----- |
|           | Roberto Valettini ✔️ Sindaco | 2.059 | 33,04  | Aulla Nel Cuore   | 11    |
|           | Maria Lombardi               | 1.785 | 28,65  | Insieme in Comune | 3     |
|           | Silvia Magnani               | 1.172 | 18,81  | #AvantiInsieme    | 2     |
|           | Roberta Semeria              | 486   | 7,8    | Aulla Domani!     | -     |
|           | Giuliano Novelli             | 385   | 6,18   | Lega Nord         | -     |
|           | Walter Moretti               | 344   | 5,52   | I No Costa        | -     |
| Totale    | Totale                       | 6.231 | 100,00 |                   | 16    |

### Carrara
| Candidati                         | Candidati                                    | Voti                        | %     | Liste               | Voti   | %     | Seggi |
| --------------------------------- | -------------------------------------------- | --------------------------- | ----- | ------------------- | ------ | ----- | ----- |
|                                   | Francesco De Pasquale Accede al ballottaggio | 8.277                       | 27,27 | Movimento 5 Stelle  | 6.587  | 23,00 | 15    |
|                                   | Andrea Zanetti Accede al ballottaggio        | 7.673                       | 25,28 | Partito Democratico | 3.888  | 13,58 | 3     |
| Partito Socialista Italiano       | Andrea Zanetti Accede al ballottaggio        | 7.673                       | 25,28 | 1.874               | 6,54   | 1     |       |
| Alternativa per Carrara           | Andrea Zanetti Accede al ballottaggio        | 7.673                       | 25,28 | 1.238               | 4,32   | -     |       |
| Carrara Città Aperta              | Andrea Zanetti Accede al ballottaggio        | 7.673                       | 25,28 | 733                 | 2,56   | -     |       |
| Partito Repubblicano Italiano     | Andrea Zanetti Accede al ballottaggio        | 7.673                       | 25,28 | 503                 | 1,76   | -     |       |
| Seggio al candidato sindaco       | Seggio al candidato sindaco                  | Seggio al candidato sindaco | 25,28 | 1                   |        |       |       |
|                                   | Andrea Vannucci                              | 4.604                       | 15,17 | Carrara Democratica | 2.445  | 8,54  | 1     |
| Progressisti-Sinistra per Carrara | Andrea Vannucci                              | 4.604                       | 15,17 | 1.154               | 4,03   | -     |       |
| Il Cuore di Carrara               | Andrea Vannucci                              | 4.604                       | 15,17 | 795                 | 2,78   | -     |       |
| Carrara Giovane                   | Andrea Vannucci                              | 4.604                       | 15,17 | 334                 | 1,17   | -     |       |
| Seggio al candidato sindaco       | Seggio al candidato sindaco                  | Seggio al candidato sindaco | 15,17 | 1                   |        |       |       |
|                                   | Maurizio Lorenzoni                           | 3.696                       | 12,18 | Forza Italia        | 1.442  | 5,04  | -     |
| Lega Nord                         | Maurizio Lorenzoni                           | 3.696                       | 12,18 | 1.130               | 3,95   | -     |       |
| Fratelli d'Italia                 | Maurizio Lorenzoni                           | 3.696                       | 12,18 | 594                 | 2,07   | -     |       |
| Seggio al candidato sindaco       | Seggio al candidato sindaco                  | Seggio al candidato sindaco | 12,18 | 1                   |        |       |       |
|                                   | Gianenrico Spiedacci                         | 2.651                       | 8,73  | Rinascita           | 1.317  | 4,60  | -     |
| Articolo Primo                    | Gianenrico Spiedacci                         | 2.651                       | 8,73  | 863                 | 3,01   | -     |       |
| Lista Giovani per Carrara         | Gianenrico Spiedacci                         | 2.651                       | 8,73  | 386                 | 1,35   | -     |       |
| Federazione dei Verdi             | Gianenrico Spiedacci                         | 2.651                       | 8,73  | 265                 | 0,93   | -     |       |
| Seggio al candidato sindaco       | Seggio al candidato sindaco                  | Seggio al candidato sindaco | 8,73  | 1                   |        |       |       |
|                                   | Claudia Barbara Bienaimé                     | 1.873                       | 6,17  | Carrara Bene Comune | 1.044  | 3,65  | -     |
| Dema Democrazia Autonomia         | Claudia Barbara Bienaimé                     | 1.873                       | 6,17  | 548                 | 1,91   | -     |       |
|                                   | Ilaria Paladini                              | 840                         | 2,77  | La Comune           | 823    | 2,87  | -     |
|                                   | Alessandra Caffaz                            | 528                         | 1,74  | Rinascimento Sia    | 472    | 1,65  | -     |
|                                   | Cinzia Bensi                                 | 210                         | 0,69  | La Svolta           | 201    | 0,70  | -     |
| Totale                            | Totale                                       | 30.352                      | 100   |                     | 28.636 | 100   | 24    |

Ballottaggio
| Candidati | Candidati                        | Voti   | %     |
| --------- | -------------------------------- | ------ | ----- |
|           | Francesco De Pasquale ✔️ Sindaco | 17.079 | 65,57 |
|           | Andrea Zanetti                   | 8.969  | 34,43 |
| Totale    | Totale                           | 26.048 | 100   |

Licciana Nardi
| Candidati | Candidati                  | Voti  | %      | Liste                      | Seggi |
| --------- | -------------------------- | ----- | ------ | -------------------------- | ----- |
|           | Pierluigi Belli ✔️ Sindaco | 1.397 | 47,97  | Cambiamo Licciana          | 8     |
|           | Maurizio Barbieri          | 1.055 | 36,23  | Impegno Onestà Trasparenza | 3     |
|           | Gabriele Donati            | 460   | 15,8   | Alternativa per Licciana   | 1     |
| Totale    | Totale                     | 2.912 | 100,00 |                            | 12    |

Mulazzo
| Candidati | Candidati                | Voti  | %      | Liste                        | Seggi |
| --------- | ------------------------ | ----- | ------ | ---------------------------- | ----- |
|           | Claudio Novoa ✔️ Sindaco | 1.226 | 82,73  | Insieme per il Nostro Futuro | 7     |
|           | Emanuele Ferdani         | 256   | 17,27  | Cambiamo Mulazzo             | 3     |
| Totale    | Totale                   | 1.482 | 100,00 |                              | 10    |

Zeri
| Candidati | Candidati                    | Voti | %      | Liste        | Seggi |
| --------- | ---------------------------- | ---- | ------ | ------------ | ----- |
|           | Cristian Petacchi ✔️ Sindaco | 425  | 54,07  | Zeri Rinasce | 7     |
|           | Egidio Enrico Pedrini        | 361  | 45,93  | Zeri Unito   | 3     |
| Totale    | Totale                       | 786  | 100,00 |              | 10    |

## Pistoia
Abetone Cutigliano
| Candidati | Candidati                 | Voti  | %      | Liste               | Seggi |
| --------- | ------------------------- | ----- | ------ | ------------------- | ----- |
|           | Diego Petrucci ✔️ Sindaco | 713   | 51,59  | Noi Un'Altra Storia | 7     |
|           | Tommaso Braccesi          | 669   | 48,41  | Insieme Bene Comune | 3     |
| Totale    | Totale                    | 1.382 | 100,00 |                     | 10    |

Marliana
| Candidati | Candidati                   | Voti  | %      | Liste                                    | Seggi |
| --------- | --------------------------- | ----- | ------ | ---------------------------------------- | ----- |
|           | Marco Traversari ✔️ Sindaco | 777   | 45,47  | Marliana alla Luce del Sole              | 8     |
|           | Piera Gonfiantini           | 601   | 35,17  | Centro Sinistra per Marliana             | 3     |
|           | Alessio Bartolomei          | 331   | 19,37  | Forza Italia-Lega Nord-Fratelli d'Italia | 1     |
| Totale    | Totale                      | 1.709 | 100,00 |                                          | 12    |

### Pistoia
| Candidati                             | Candidati                                 | Voti                        | %     | Liste                   | Voti   | %     | Seggi |
| ------------------------------------- | ----------------------------------------- | --------------------------- | ----- | ----------------------- | ------ | ----- | ----- |
|                                       | Samuele Bertinelli Accede al ballottaggio | 14.675                      | 37,53 | Partito Democratico     | 8.546  | 23,33 | 6     |
| Pistoia Città di Tutti                | Samuele Bertinelli Accede al ballottaggio | 14.675                      | 37,53 | 1.845                   | 5,04   | 1     |       |
| Pistoia Spirito Libero                | Samuele Bertinelli Accede al ballottaggio | 14.675                      | 37,53 | 1.413                   | 3,86   | -     |       |
| Insieme per Pistoia                   | Samuele Bertinelli Accede al ballottaggio | 14.675                      | 37,53 | 1.111                   | 3,03   | -     |       |
| Sinistra per Pistoia                  | Samuele Bertinelli Accede al ballottaggio | 14.675                      | 37,53 | 699                     | 1,91   | -     |       |
| La Nuova Città                        | Samuele Bertinelli Accede al ballottaggio | 14.675                      | 37,53 | 437                     | 1,19   | -     |       |
| Federazione dei Verdi                 | Samuele Bertinelli Accede al ballottaggio | 14.675                      | 37,53 | 367                     | 1,00   | -     |       |
| Lista Comunista                       | Samuele Bertinelli Accede al ballottaggio | 14.675                      | 37,53 | 313                     | 0,85   | -     |       |
| Cittadini per Pistoia                 | Samuele Bertinelli Accede al ballottaggio | 14.675                      | 37,53 | 187                     | 0,51   | -     |       |
| Seggio al candidato sindaco           | Seggio al candidato sindaco               | Seggio al candidato sindaco | 37,53 | 1                       |        |       |       |
|                                       | Alessandro Tomasi Accede al ballottaggio  | 10.435                      | 26,68 | Fratelli d'Italia       | 3.517  | 9,60  | 8     |
| Lega Nord                             | Alessandro Tomasi Accede al ballottaggio  | 10.435                      | 26,68 | 2.097                   | 5,72   | 4     |       |
| Forza Italia - Centristi per l'Europa | Alessandro Tomasi Accede al ballottaggio  | 10.435                      | 26,68 | 2.041                   | 5,57   | 4     |       |
| Pistoia Concreta                      | Alessandro Tomasi Accede al ballottaggio  | 10.435                      | 26,68 | 1.781                   | 4,86   | 4     |       |
|                                       | Roberto Bartoli                           | 4.584                       | 11,72 | Pistoia Sorride         | 1.827  | 4,99  | 1     |
| Prima Pistoia                         | Roberto Bartoli                           | 4.584                       | 11,72 | 1.688                   | 4,61   | -     |       |
| Seggio al candidato sindaco           | Seggio al candidato sindaco               | Seggio al candidato sindaco | 11,72 | 1                       |        |       |       |
|                                       | Nicola Maglione                           | 3.489                       | 8,92  | Movimento 5 Stelle      | 3.256  | 8,88  | 1     |
|                                       | Ginevra Lombardi                          | 2.041                       | 5,22  | Pistoia Cambia          | 1.134  | 3,10  | -     |
| Pistoia in Movimento                  | Ginevra Lombardi                          | 2.041                       | 5,22  | 611                     | 1,67   | -     |       |
|                                       | Alessandro Sabella                        | 2.003                       | 5,12  | Amo Pistoia             | 2.078  | 5,67  | 1     |
|                                       | Francesca Barontini                       | 1.037                       | 2,65  | Si Può (SI - Possibile) | 925    | 2,53  | -     |
|                                       | Lorenzo Berti                             | 546                         | 1,40  | CasaPound               | 492    | 1,34  | -     |
|                                       | Alessio Cioni                             | 297                         | 0,76  | Giovani Cittadini       | 264    | 0,72  | -     |
| Totale                                | Totale                                    | 39.107                      | 100   |                         | 36.629 | 100   | 32    |

Ballottaggio
| Candidati | Candidati                    | Voti   | %     |
| --------- | ---------------------------- | ------ | ----- |
|           | Alessandro Tomasi ✔️ Sindaco | 19.049 | 54,28 |
|           | Samuele Bertinelli           | 16.043 | 45,72 |
| Totale    | Totale                       | 35.092 |       |

### Quarrata
| Candidati                   | Candidati                   | Voti                        | %     | Liste                   | Voti   | %     | Seggi |
| --------------------------- | --------------------------- | --------------------------- | ----- | ----------------------- | ------ | ----- | ----- |
|                             | Marco Mazzanti ✔️ Sindaco   | 6.172                       | 55,97 | Partito Democratico     | 4.510  | 44,72 | 9     |
| Noi Per Quarrata            | Marco Mazzanti ✔️ Sindaco   | 6.172                       | 55,97 | 867                     | 8,21   | 1     |       |
| Sinistra per Quarrata       | Marco Mazzanti ✔️ Sindaco   | 6.172                       | 55,97 | 436                     | 4,13   | 1     |       |
|                             | Giuliano Melani             | 1.966                       | 17,83 | H109                    | 1.927  | 18,26 | 3     |
|                             | Giancarlo Noci              | 1.554                       | 14,09 | Lega Nord               | 985    | 9,33  | 1     |
| Forza Italia                | Giancarlo Noci              | 1.554                       | 14,09 | 558                     | 5,29   | -     |       |
| Seggio al candidato sindaco | Seggio al candidato sindaco | Seggio al candidato sindaco | 14,09 | 1                       |        |       |       |
|                             | Gianni Nocera               | 1.117                       | 10,13 | Movimento 5 Stelle      | 505    | 4,88  | 1     |
|                             | Edoardo Bianchini           | 218                         | 1,98  | Quarrata Società Civile | 206    | 1,95  | -     |
| Totale                      | Totale                      | 11.027                      | 100   |                         | 10.556 | 100   | 16    |

San Marcello Piteglio
| Candidati | Candidati             | Voti  | %      | Liste                           | Seggi |
| --------- | --------------------- | ----- | ------ | ------------------------------- | ----- |
|           | Luca Marmo ✔️ Sindaco | 1.878 | 48,82  | Insieme                         | 8     |
|           | Venusia Ducci         | 1.532 | 39,82  | Futuro Civico                   | 3     |
|           | Carlo Vivarelli       | 437   | 11,36  | Partito Indipendentista Toscano | 1     |
| Totale    | Totale                | 3.847 | 100,00 |                                 | 12    |

### Serravalle Pistoiese
| Candidati | Candidati                | Voti  | %      | Liste                | Seggi |
| --------- | ------------------------ | ----- | ------ | -------------------- | ----- |
|           | Piero Lunardi ✔️ Sindaco | 2.247 | 50,06  | Uniti per Serravalle | 11    |
|           | Eugenio Patrizio Mungai  | 2.242 | 49,94  | Centro Sinistra      | 5     |
| Totale    | Totale                   | 4.489 | 100,00 |                      | 16    |

## Siena
Montalcino
| Candidati | Candidati                       | Voti  | %      | Liste                                    | Seggi |
| --------- | ------------------------------- | ----- | ------ | ---------------------------------------- | ----- |
|           | Silvio Franceschelli ✔️ Sindaco | 2.017 | 74,24  | Centrosinistra per Montalcino            | 8     |
|           | Ubert Ciacci                    | 365   | 13,43  | Lega Nord-Forza Italia-Fratelli d'Italia | 2     |
|           | Angelo Cosseddu                 | 335   | 12,33  | Il Ponte                                 | 2     |
| Totale    | Totale                          | 2.717 | 100,00 |                                          | 12    |

Monticiano
| Candidati | Candidati                   | Voti | %      | Liste                     | Seggi |
| --------- | --------------------------- | ---- | ------ | ------------------------- | ----- |
|           | Maurizio Colozza ✔️ Sindaco | 374  | 51,02  | Uniti per il Rinnovamento | 7     |
|           | Serena Bartalucci           | 359  | 48,98  | Progetto Monticiano       | 3     |
| Totale    | Totale                      | 733  | 100,00 |                           | 10    |

Sarteano
| Candidati | Candidati                  | Voti  | %      | Liste                                    | Seggi |
| --------- | -------------------------- | ----- | ------ | ---------------------------------------- | ----- |
|           | Francesco Landi ✔️ Sindaco | 1.635 | 71,12  | Centrosinistra per Sarteano              | 8     |
|           | Danilo Mariani             | 228   | 9,92   | Lega Nord-Forza Italia-Fratelli d'Italia | 1     |
|           | Ugo Pansolli               | 228   | 9,92   | Cambiamo Ora                             | 1     |
|           | Piero Andreini             | 208   | 9,05   | Ascoltiamo i Sarteanesi                  | 1     |
| Totale    | Totale                     | 2.299 | 100,00 |                                          | 12    |